# 飛んだり跳ねたり
飛んだり跳ねたり（とんだりはねたり）とは、カラクリ玩具の一種。江戸の代表的な玩具の一つである。浅草近郊で販売され、現代でも浅草で売られている。大坂でも「亀山のちょんべ」という、似たような構造の玩具が売られていた。

## 構造
割竹から作られた6センチメートルほどの台に、同じく竹と木綿で作ったバネを仕込み、膠で接合させる。台の上に張り子人形を乗せ、傍らで手拍子を打つと、人形が反応して飛び跳ねるという仕組みになっている。人形は胴体が人間で猿の顔をしている。大正時代には、蛙や兎、達磨の人形も登場した。

## 歴史
浅草の亀屋忠兵衛という人物が、「亀山のお化け」という、四国を巡歴した男が猿になってしまうというストーリーの見世物に着想を受けて製作した。

## 起源
飛んだり跳ねたりが登場したのは安永年間だといわれているが、享保年間には、すでに似たような「飛人形」という玩具があったことが『絵本菊重ね』に記されている。飛人形は関西で案出された玩具であり、飛んだり跳ねたりの原型だと考えられる。